# IBM 2245
IBM 2245漢字印刷機（アイビーエムニーニーヨンゴかんじいんさつき）は日本IBMが1972年に発表した「IBM漢字システム」の漢字プリンターで、限られた横幅を限られた速度で印刷し、おもに宛名印刷用プリンターとして利用された。

## 機能
IBM漢字システムはその技術が1970年の大阪万博で披露されて、1971年に次のようなシステムで発表された。
- IBM 5924 漢字穿孔機
- IBM 2245 漢字印刷機
- IBM System/360-System/370 OS/VS & DOS/VSE プログラミング・サポート。

IBM 2245印刷機はSystem 360/370の多重チャンネル、ブロック多重チャネルまたは選択チャンネルに接続するシステム側のライン・プリンターで、印刷機構はドットインパクト方式であり、System/360モデル20コンピューター・システム、後にSystem/3にも使われたIBM 2560多機能カード装置（Multi-Function Card Machine＝カード読取り、カード穿孔、カード印刷機能）のものを改良して利用した。各漢字およびその他の全角文字を横18ドットx横22ドット（縦書きの場合は18x18））で連続用紙に印刷し、インパクト方式なのでコピーも取れた。紙送り機構は従来の紙テープでなく、新しくコンピューターからのプログラム制御方式が開発された。

## 開発・製造・販売
製品の開発は米国IBMエンディコットで、日本IBMのエンジニア2、3人が参加して開発・製造され、標準製品（どの顧客も標準値段で注文可能）として販売された。同時に発表された漢字入力装置のIBM 5924漢字穿孔機は特殊製品（RPQ＝顧客ごとに契約）扱いであった。

## 応用
IBM 2245漢字印刷機の応用範囲は多岐に渡っていたが、印刷スパン（横幅）が比較的狭かったので、企業のあて名書きに応用された。当時までは、コンピューターによる宛名書きは半角カタカナを試用していた。

## 批判
当時安価な小型メモリーは未発達で、どの時点でどのワイヤ・ドットを打つかの情報はコンピューター側で用意されてプリンター側に伝達されたので、マルチタスクを標榜するコンピューターで2245印刷タスク以外のタスクは極端に遅くなることがあった。

## 後継機種
1979年の第二次「IBM漢字システム」で発表された、IBMロチェスター開発のIBM 3800モデル2印刷サブシステムが後継機種になる。

## 参照項目
- IBM漢字システム
- IBM 5924漢字穿孔機